# Sobotín
Sobotín (deutsch Zöptau) ist eine Gemeinde des Okres Šumperk im Olomoucký kraj in Tschechien. Die Gemeinde ist Mitglied im Gemeindeverband Svazek obcí údolí Desné.

## Geografie
Sobotín liegt im Norden des tschechischen Landesteils Mähren nahe der Stadt Šumperk (Mährisch Schönberg) und nahe der Grenze zum historischen Landesteil Mährisch-Schlesien am Fluss Merta, die hier durch ein Tal des Altvatergebirges fließt.

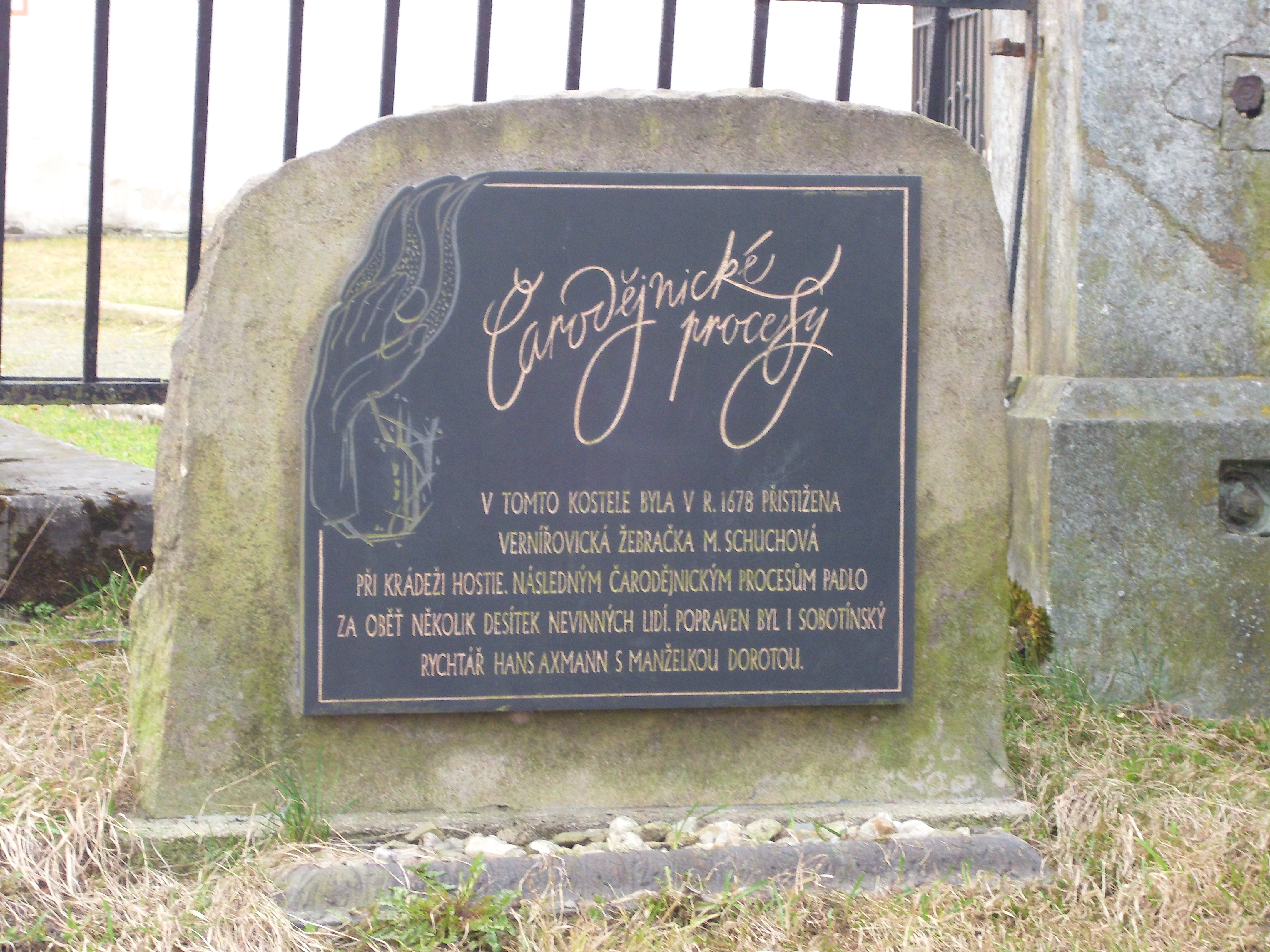
Gedenktafel vor der St. Laurentius-Kirche in Zöptau zur Erinnerung an die Opfer der Hexenprozesse 1678

## Geschichte
Sobotín wurde 1351 erstmals erwähnt. Es gehörte zum Besitz der Adelsfamilie Zierotin. Der Hostiendiebstahl der Bettlerin Marina Schuch in der St. Laurentius-Kirche zu Palmarum 1678 war der Auslöser der Hexenprozesse von Groß Ullersdorf. Der Direktor der Herrschaft Wiesenberg, Joachim Stettenhofen, ließ in den 1770er Jahren eine Eisenhütte anlegen und gründete die nach ihm benannte Kolonie Stettenhof (Štětínov).
Im 19. Jahrhundert bauten die Brüder Klein ein Stahlwerk auf, in dem Bestandteile von Brücken und Eisenbahnen hergestellt wurden. 1871/72 wurde auf Betreiben der Gebrüder Klein ein Eisenbahnanschluss über eine Stichbahn zur Mährischen Grenzbahn errichtet. Bis zum Ende des Zweiten Weltkrieges gehörte der Ort zum Siedlungsgebiet der Deutschmährer, die von hier 1945 vertrieben wurden. Danach siedelten sich hier Tschechen aus dem Landesinneren, Wolhynientschechen und Slowaken an. Zu Beginn des Jahres 2010 lösten sich Petrov nad Desnou und Terezín los und bildeten eine eigene Gemeinde.

## Wirtschaft
In Zöptau befanden sich die Eisenwerke der Gebrüder Klein, in denen Bestandteile von Stahlbogenbrücken oder Eisenbahnschienen gefertigt wurden. Außerdem wurden hier Fahrräder hergestellt. Von Bedeutung ist ferner der Fremdenverkehr, hauptsächlich für den Inlandstourismus.

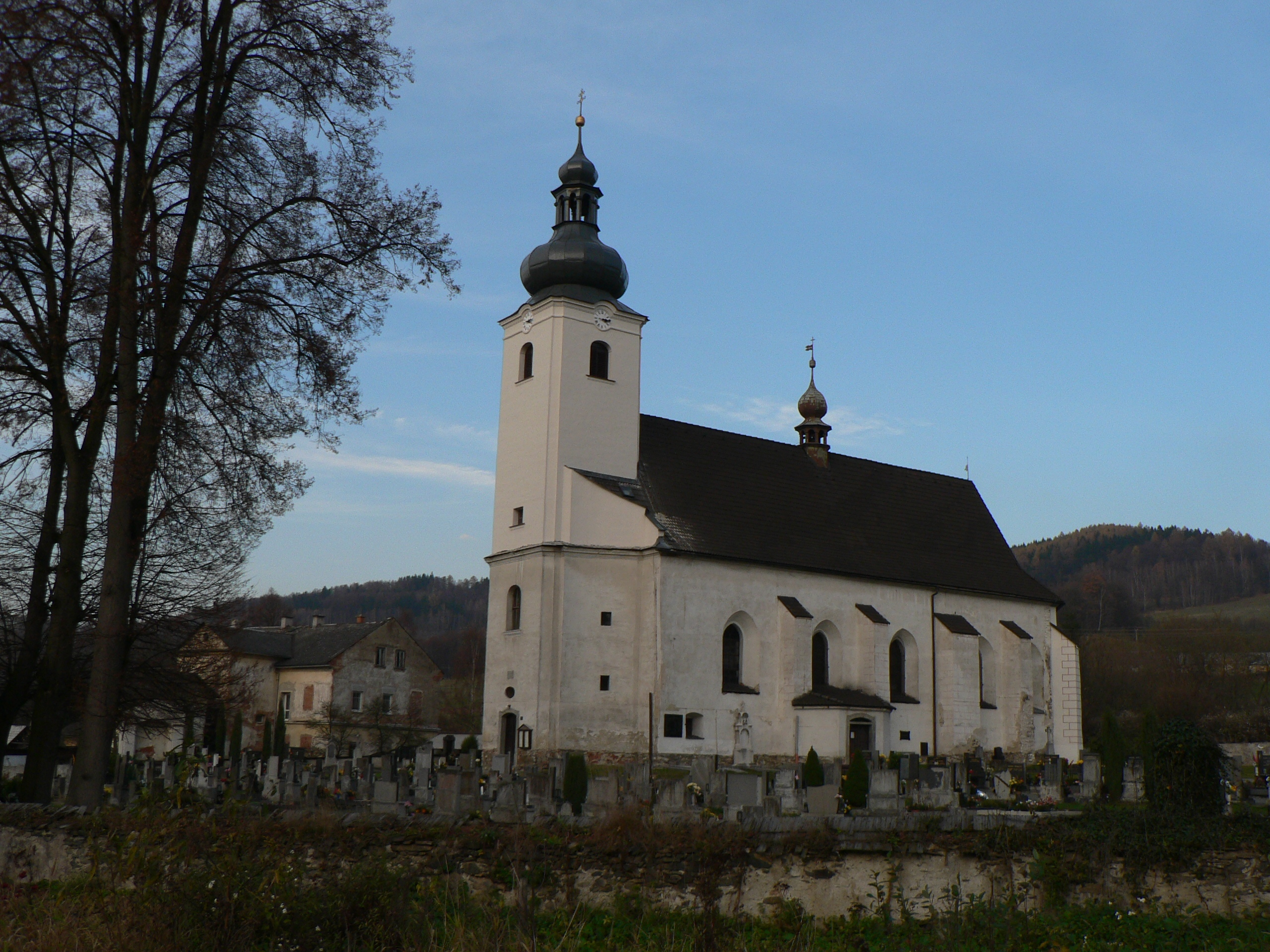
Kirche in Sobotín
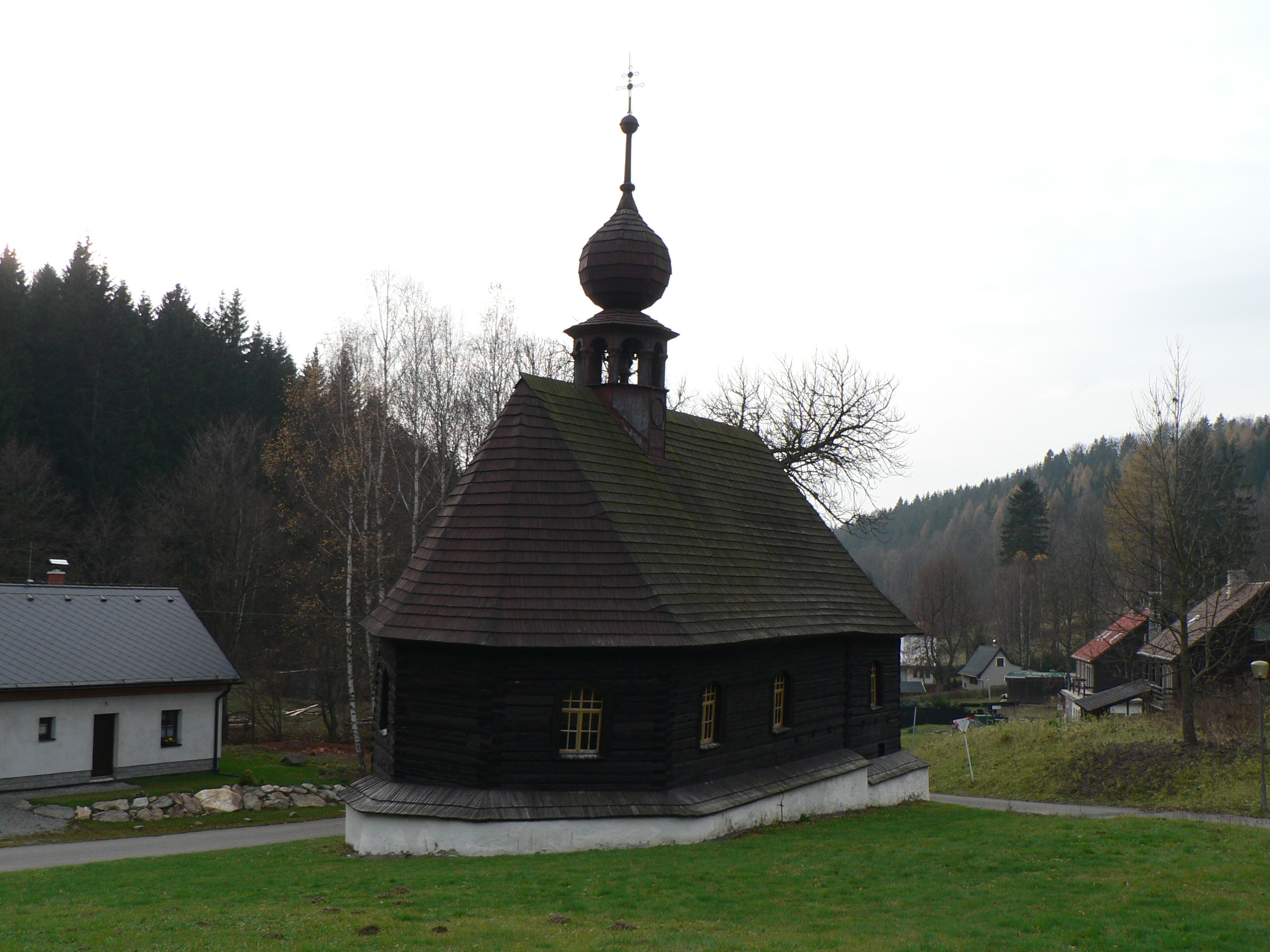
Nepomuk-Kapelle
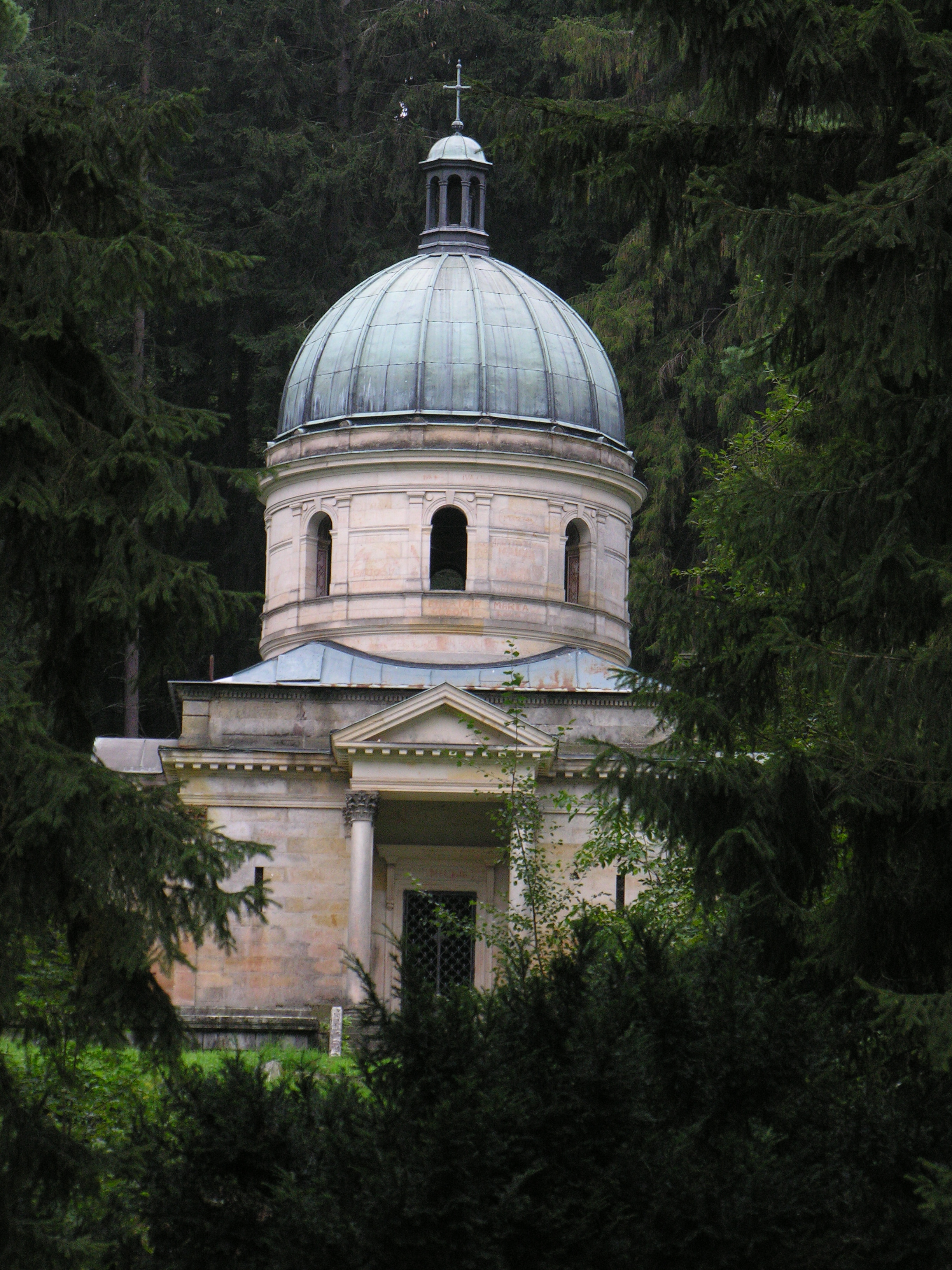
Mausoleum der Familie Klein
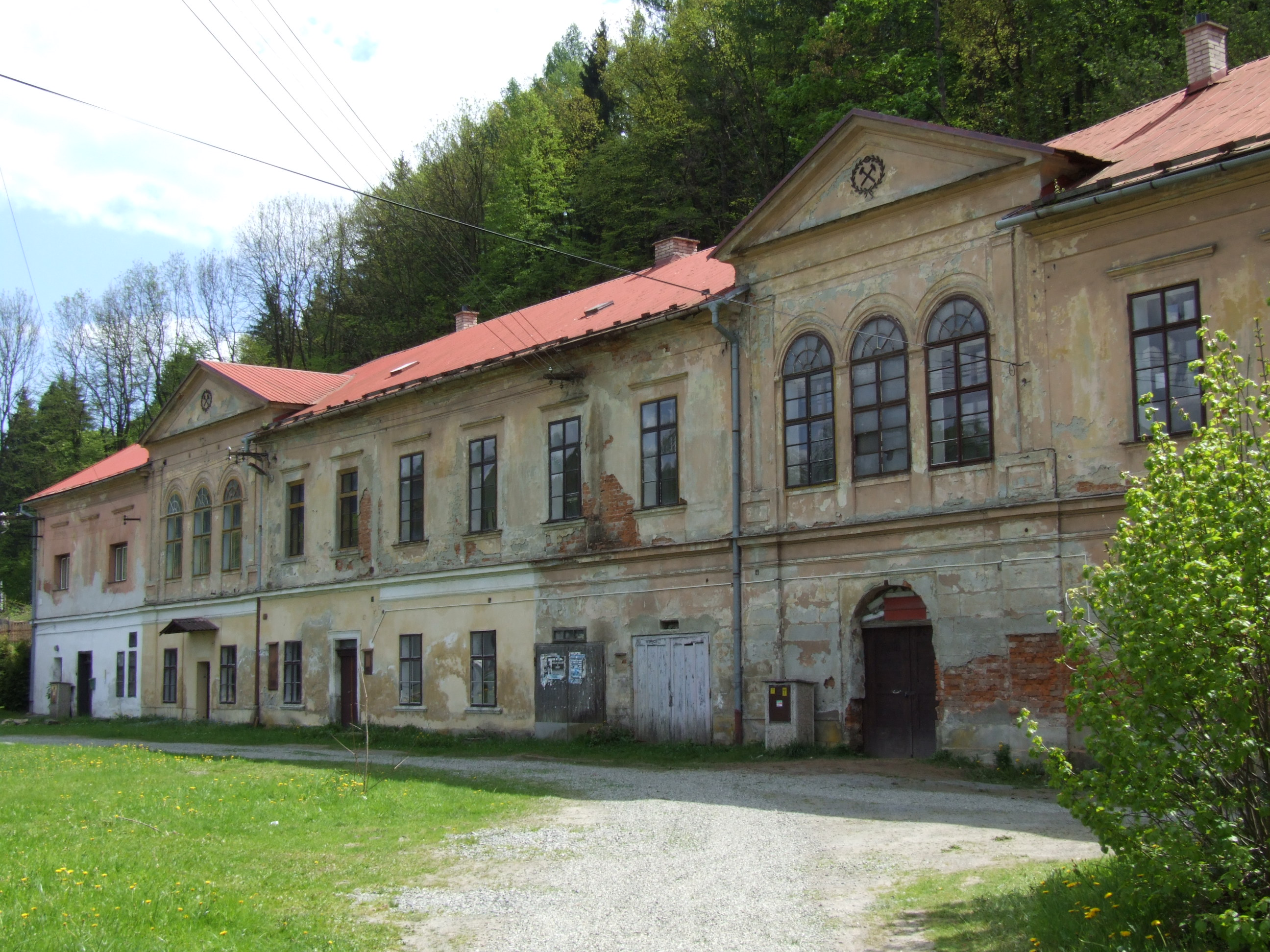
Stahlwerk

## Gemeindegliederung
Die Gemeinde Sobotín besteht aus den Ortsteilen Klepáčov (Kleppel), Rudoltice (Rudelsdorf), Sobotín (Zöptau) sowie den Ortslagen Nové Rudoltice (Neu Rudelsdorf) und Štětínov (Stettenhof).